# Martin, Michigan
Martin är en ort i Allegan County i delstaten Michigan, USA.